# Distrito de Huanca Huanca
El distrito de Huancahuanca es uno de los doce que conforman la provincia de Angaraes, ubicada en el departamento de Huancavelica, en el Sur del Perú.

## Historia
El distrito fue creado mediante Ley 9354 del 28 de febrero de 1941, en el primer gobierno del Presidente Manuel Prado Ugarteche.

## Geografía
El distrito abarca una superficie de 109.96 km²

## Autoridades

### Municipales
- 2019-2022
  - Alcalde: Nerio Rua Oré, Movimiento Regional Ayni.
  - Regidores: Artemio Oré Huincho,(Movimiento Regional Ayni), Victoria Laura Huaman, Oliver Montes Piscco  (Movimiento Independiente Regional Ayllu) y Romulo Vidalon Gonzales (Frente Regional Poder Comunal)

- 2011-2014[2]
  - Alcalde: Santiago Tito García, Movimiento Regional Ayni.
  - Regidores: Bonifacio Lapa Huaman (Ayni), Marcelino Angulo Jose (Ayni), Sonia Romani Quispe (Ayni), Amador Bellido Laura (Mov. Ind. de Campesinos y Profesionales), Lorenzo Cuchula Sullcaray (Mov. Ind. de Campesinos y Profesionales).

### Religiosas
- Obispo de Huancavelica: Monseñor Isidro Barrio Barrio (2005 - ).

## Festividades
- Señor de Amo- 1 de enero
- Virgen del Carmen - 16 de julio
- Virgen del Rosario - 7 de octubre
- Fiesta del Niño Jesús- 25 de diciembre